# إدغار لاوندس
العميد إدغار لاوندس هو ضابط رفيع في الجيش اللبناني، يشغل حاليًا منصب المدير العام لأمن الدولة. يُعتبر من الضباط الكاثوليك الأقدم في السلك العسكري اللبناني وله دور كبير في الاستقرار في المنطقة الجنوبية من البلاد حيث شغل منصب قائد قطاع جنوب الليطاني.

## المسيرة العسكرية
قاد لاوندس قطاع جنوب الليطاني، وهي منطقة تشهد تنسيقًا مستمرًا مع اليونيفيل، في إطار تعزيز استقرار الأوضاع الأمنية على طول الحدود اللبنانية مع إسرائيل. كما يُعدّ العميد لاوندس من القادة العسكريين الذين يساهمون في مراقبة تنفيذ القرار 1701 الذي يهدف إلى الحفاظ على وقف الأعمال العدائية بين لبنان وإسرائيل. من خلال دوره كقائد قطاع جنوب الليطاني، سهم العميد لاوندس بشكل كبير في تعزيز سلطة الدولة اللبنانية في المناطق الجنوبية، بالتنسيق مع اليونيفيل، التي تساهم في حفظ الاستقرار الأمني في هذه المنطقة الحساسة. يشمل التنسيق بين القوات اللبنانية واليونيفيل تعزيز الإجراءات الأمنية على الحدود ومنع أي تصعيد قد يؤثر على الأوضاع في الجنوب.
إلى جانب مهامه العسكرية في قيادة قطاع جنوب الليطاني، شغل العميد لاوندس عضوية في لجنة الإشراف على وقف الأعمال العدائية بين لبنان وإسرائيل، وهي لجنة تضم ممثلين من أطراف دولية عدة، بما في ذلك الأمم المتحدة، الولايات المتحدة، إسرائيل، وفرنسا. يتولى العميد لاوندس تمثيل لبنان في هذه اللجنة التي تُعنى بمراقبة التزام الأطراف المعنية باتفاقات وقف إطلاق النار المتعلقة بالنزاع بين الدولتين. وفي إطار دوره كممثل للبنان في لجنة مراقبة اتفاق وقف النار مع إسرائيل، يواصل العميد لاوندس العمل مع الأطراف الدولية لضمان التنفيذ الكامل للاتفاقات التي تهدف إلى تجنب التصعيد بينهما.
في 13 مارس 2025، عُين العميد إدغار لاوندس مديرًا عامًا لأمن الدولة ضمن مجموعة من التعيينات العسكرية والأمنية الهامة التي جرى أعلن عنها مجلس الوزراء اللبناني. إلى جانب العميد لاوندس، عٌين العميد الركن رودولف هيكل قائدًا للجيش، والعميد حسن شقير مديرًا عامًا للأمن العام، والعميد رائد عبد الله مديرًا عامًا لقوى الأمن الداخلي.

## أنظر أيضًا
- الجيش اللبناني
- رودولف هيكل
- رائد عبدالله
- المديرية العامة لأمن الدولة